# صياد سمك متوج
طائر الرفراف أو صياد سمك متوج (الاسم العلمي: Megaceryle lugubris) هو نوع من الطيور من رتبة رفراف. موطنه الأصلي جنوب آسيا يمتد شرقا من شبه القارة الهندية إلى اليابان، يشكل تركيبة نوعية مع ثلاث أصناف أخرى من فصيلة Megacercle 
- رفراف ضخم يعيش في أفريقيا
- رفراف متوج يعيش في آسيا
- رفراف مرقط يعيش في أمريكا الجنوبية
- رفراف الشمال يعيش في أمريكا وكندا